# جورج س. وليامز (عسكري)
جورج س. وليامز (بالإنجليزية: George C. Williams)‏ هو عسكري أمريكي، ولد في 1839، وتوفي في 1926.